# Укозяш
Укозя́ш (рос. Укозяш, башк. Укузәш) — присілок у складі Мішкинського району Башкортостану, Росія. Входить до складу Новотроїцької сільської ради.
Населення — 156 осіб (2010; 158 у 2002).
Національний склад:
- марійці — 94 %